# Achille Nebout
Pour les articles homonymes, voir Nebout.
 (janvier 2022).
La mise en forme du texte ne suit pas les recommandations de Wikipédia : il faut le « wikifier ».
Les points d'amélioration suivants sont les cas les plus fréquents :
- Les titres sont pré-formatés par le logiciel. Ils ne sont ni en capitales, ni en gras.
- Le texte ne doit pas être écrit en capitales (les noms de famille non plus), ni en gras, ni en italique, ni en « petit »…
- Le gras n'est utilisé que pour surligner le titre de l'article dans l'introduction, une seule fois.
- L'italique est rarement utilisé : mots en langue étrangère, titres d'œuvres, noms de bateaux, etc.
- Les citations ne sont pas en italique mais en corps de texte normal. Elles sont entourées par des guillemets français : « et ».
- Les listes à puces sont à éviter, des paragraphes rédigés étant largement préférés. Les tableaux sont à réserver à la présentation de données structurées (résultats, etc.).
- Les appels de note de bas de page (petits chiffres en exposant, introduits par l'outil «  Source ») sont à placer entre la fin de phrase et le point final[comme ça].
- Les liens internes (vers d'autres articles de Wikipédia) sont à choisir avec parcimonie. Créez des liens vers des articles approfondissant le sujet. Les termes génériques sans rapport avec le sujet sont à éviter, ainsi que les répétitions de liens vers un même terme.
- Les liens externes sont à placer uniquement dans une section « Liens externes », à la fin de l'article. Ces liens sont à choisir avec parcimonie suivant les règles définies. Si un lien sert de source à l'article, son insertion dans le texte est à faire par les notes de bas de page.
- La présentation des références doit suivre les conventions bibliographiques. Il est recommandé d'utiliser les modèles {{Ouvrage}}, {{Chapitre}}, {{Article}}, {{Lien web}} et/ou {{Bibliographie}}. Le mode d'édition visuel peut mettre en forme automatiquement les références.
- Insérer une infobox (cadre d'informations à droite) n'est pas obligatoire pour parachever la mise en page.

Pour une aide détaillée, merci de consulter Aide:Wikification.
Si vous pensez que ces points ont été résolus, vous pouvez retirer ce bandeau et améliorer la mise en forme d'un autre article.
Achille Nebout, né le 18 avril 1990 à Montpellier, est un navigateur français et ingénieur INSA de Lyon de formation.

## Biographie
Achille Nebout commence la pratique de la voile au Yacht Club de Mauguio Carnon en Optimist, puis en 420 au sein du Centre d’Entraînement Régional Languedoc Roussillon. Il intègre ensuite le Pôle France de Marseille en 470 en 2009.
En 2008, Achille intègre la section Sportif de Haut Niveau de l'INSA de Lyon pour y suivre un double cursus, obtenant son diplôme en 2016. 
Il est également membre du dispositif France Jeune Inshore de la FFVoile de 2014 à 2019, ce qui lui permet de naviguer sur de multiples supports. Il devient champion du Monde de SB20 à Hobart en 2018 et monte sur le podium du Tour Voile en 2019.
En 2019, Achille décide de se consacrer à sa carrière de skipper professionnel, en se lançant sur le circuit Figaro et en s'installant à Lorient. Après 4 saisons sur le circuit, il termine 3e de la Solitaire du Figaro en 2022.
Il fait ses premiers pas en Class40 en participant à sa première Transat Jacques-Vabre aux côtés de Kito de Pavant en 2019. Il retournera sur ce circuit en 2021, cette fois-ci aux côtés de Luke Berry. Ils termineront 5e de la Transat Jacques Vabre. 
En 2023, il récupère le Class40 #182 de Yoann Richomme et se lance pour 4 ans sur le circuit. Il courra la première saison en double aux côtés de Gildas Mahé, et ils décrocheront la 2e place de la Transat Jacques Vabre.
Achille se démarque également sur Virtual Regatta, pour le Vendée Globe 2020-2021, où il se classe 72e sur plus d'1 million de participants, et premier skipper certifié. Cela lui permet de trouver son sponsor principal, le cabinet d'expertise comptable Amarris, qui l'accompagne désormais dans son projet sportif, aux côtés de Primeo Energie.
En parallèle de son projet sportif, Achille a à cœur d'y associer d'autres domaines qui le passionnent, notamment artistique. En 2020, il décore son bateau aux couleurs du logo du musicien French 79. Un documentaire, Solitaire[s], racontera leur rencontre. En 2021, il laisse carte blanche au street-artist Franck Noto pour imaginer le nouveau design de son bateau.

## Palmarès

### Class40
| Année | Compétition                 | Sponsor                          | Position finale | Solo/Coéquipier/Équipage    |
| ----- | --------------------------- | -------------------------------- | --------------- | --------------------------- |
| 2024  | Transat Québec-Saint-Malo   | Amarris (#182)                   | 1re             | Gildas Mahé et Alan Roberts |
| 2023  | Transat Jacques Vabre       | Amarris (#182)                   | 2e              | Gildas Mahé                 |
| 2023  | Les Sables-Horta-Les Sables | Amarris (#182)                   | 3e              | Gildas Mahé                 |
| 2023  | Armen Race                  | Amarris (#182)                   | 1re             | Gildas Mahé                 |
| 2022  | CIC Normandy Channel Race   | Groupe SNEF (#178)               | 5e              | Xavier Macaire              |
| 2021  | Transat Jacques Vabre       | Lamotte - Module Création (#153) | 5e              | Luke Berry                  |
| 2021  | CIC Normandy Channel Race   | Lamotte - Module Création (#153) | 2e              | Luke Berry                  |
| 2019  | Transat Jacques Vabre       | Made in Midi (#125)              | 7e              | Kito de Pavant              |

### Figaro Bénéteau 3
| Année | Compétition                 | Sponsor                  | Position finale         | Solo/Coéquipier/Équipage |
| ----- | --------------------------- | ------------------------ | ----------------------- | ------------------------ |
| 2022  | Solitaire du Figaro         | Amarris - Primeo Energie | 3e / 2e étape 2         | Solo                     |
| 2022  | Trophée BPGO                | Amarris - Primeo Energie | 3e                      | Ambrogio Beccaria        |
| 2022  | Solo Maître Coq             | Amarris - Primeo Energie | 7e                      | Solo                     |
| 2021  | Solitaire du Figaro         | Primeo Energie - Amarris | 17e / 3e étape 2        | Solo                     |
| 2021  | Tour de Bretagne à la Voile | Primeo Energie - Amarris | 3e                      | Fabien Delahaye          |
| 2021  | Sardinha Cup                | Primeo Energie - Amarris | 5e                      | Ambrogio Beccaria        |
| 2021  | Solo Maître Coq             | Primeo Energie - Amarris | 8e                      | Solo                     |
| 2020  | Solitaire du Figaro         | Be Green Ocean           | 26e                     | Solo                     |
| 2020  | Solo Maître Coq             | Be Green Ocean           | 10e                     | Solo                     |
| 2019  | Solitaire du Figaro         | Le Grand Réservoir       | 37e                     | Solo                     |
| 2019  | Solo Maître Coq             | Le Grand Réservoir       | 13e / Vainqueur étape 1 | Solo                     |
| 2019  | Sardinha Cup                | Groupe SNEF              | 3e                      | Xavier Macaire           |

### Diam 24
| Année | Compétition               | Sponsor                           | Position finale | Solo/Coéquipier/Équipage |
| ----- | ------------------------- | --------------------------------- | --------------- | ------------------------ |
| 2019  | Tour de France à la Voile | Team Réseau Ixio - TPM            | 3e              | Équipage                 |
| 2019  | Championnat de France     | Team Réseau Ixio - TPM            | 2e              | Équipage                 |
| 2017  | Tour de France à la Voile | Team SFS                          | 4e              | Équipage                 |
| 2017  | Championnat de France     | Team SFS                          | 1re             | Équipage                 |
| 2016  | Tour de France à la Voile | Lorina Mojito - Golfe du Morbihan | 9e              | Équipage                 |
| 2016  | Championnat de France     | Lorina Mojito - Golfe du Morbihan | 3e              | Équipage                 |

### SB20
| Année | Compétition                          | Sponsor                        | Position finale | Solo/Coéquipier/Équipage |
| ----- | ------------------------------------ | ------------------------------ | --------------- | ------------------------ |
| 2018  | Championnat du Monde (Hobart - AUS)  | Le Grand Réservoir - Mazet & A | 1re             | Équipage                 |
| 2017  | Championnat de France                | Le Grand Réservoir - Mazet & A | 2e              | Équipage                 |
| 2016  | Championnat du Monde (Cascais - POR) | Team SMC                       | 7e              | Équipage                 |

### J80
| Année | Compétition           | Sponsor         | Position finale | Solo/Coéquipier/Équipage |
| ----- | --------------------- | --------------- | --------------- | ------------------------ |
| 2018  | Championnat du Monde  | Intuitive Sails | 9e              | Équipage                 |
| 2018  | Championnat de France | Intuitive Sails | 3e              | Équipage                 |

### J70
| Année | Compétition          | Sponsor      | Position finale | Solo/Coéquipier/Équipage |
| ----- | -------------------- | ------------ | --------------- | ------------------------ |
| 2015  | Championnat d'Europe | Chariot Plus | 7e              | Équipage                 |

### Match Racing
| Année | Compétition                   | Sponsor | Position finale | Solo/Coéquipier/Équipage |
| ----- | ----------------------------- | ------- | --------------- | ------------------------ |
| 2015  | Championnat de France         |         | 3e              | Équipage                 |
| 2014  | Championnat de France Espoirs |         | 1re             | Équipage                 |

### 470
| Année | Compétition                | Sponsor | Position finale | Solo/Coéquipier/Équipage |
| ----- | -------------------------- | ------- | --------------- | ------------------------ |
| 2014  | Championnat d'Europe       |         | 10e             | Nicolas Charbonnier      |
| 2014  | Olympic Games Test Event   |         | 8e              | Nicolas Charbonnier      |
| 2011  | Championnat du Monde Jeune |         | 4e              | Gabriel Skoczek          |
| 2011  | Championnat d'Europe Jeune |         | 2e              | Gabriel Skoczek          |

### 420
| Année | Compétition           | Sponsor | Position finale | Solo/Coéquipier/Équipage |
| ----- | --------------------- | ------- | --------------- | ------------------------ |
| 2009  | Championnat de France |         | 3e              | Louis Porez              |
| 2008  | Championnat de France |         | 1re             | Maxime Garbay            |